# Jan Tadeusz Łukaszewski
Jan Tadeusz Łukaszewski (ur. 7 sierpnia 1900 w Łodzi, zm. 1944) – polski fotograf, działacz społeczny i żołnierz. 

## Życiorys
Syn Antoniego i Wiktorii ze Skufińskich, ochrzczony został w parafii Świętego Krzyża.
Przebywając w 1919 Odessie wstąpił do 6 Pułku Ułanów, a następnie dołączył do 14 Pułku Ułanów, w którego składzie brał udział w wojnie polsko-bolszewickiej. Brał udział m.in. w bitwie pod Antonowem, pod Kropiwną, pod Niestanicami i pod Kosmowem.
W okresie międzywojennym prowadził wraz z żoną Heleną zakład fotograficzny przy ul. Warszawskiej w Kłodawie. Był działaczem Ligi Obrony Powietrznej i Przeciwgazowej, Towarzystwa Popierania Budowy Publicznych Szkół Powszechnych, Ligi Morskiej oraz Związku Kaniowczyków i Związku Żeligowczyków.
Po wybuchu II wojny światowej był współzałożycielem konspiracyjnego Związku Podoficerów „Grom” w Kłodawie, działał także w Armii Krajowej, używając pseudonimu „Tadeusz Kuczyński”. W związku z zagrożeniem aresztowaniem uciekł z Kłodawy, następnie został aresztowany w Białaczowie, więziony w Tomaszowie Mazowieckim i ostatecznie osadzony w obozie Groß-Rosen, gdzie zmarł. Ostatni raz kontaktował się z rodziną w sierpniu 1944 roku, z dniem 9 maja 1946 roku został uznany za zmarłego.

## Odznaczenia
- Krzyż Niepodległości[2]
- Medal Niepodległości[2]
- Medal Pamiątkowy za Wojnę 1918–1921[2]